# Безеклик

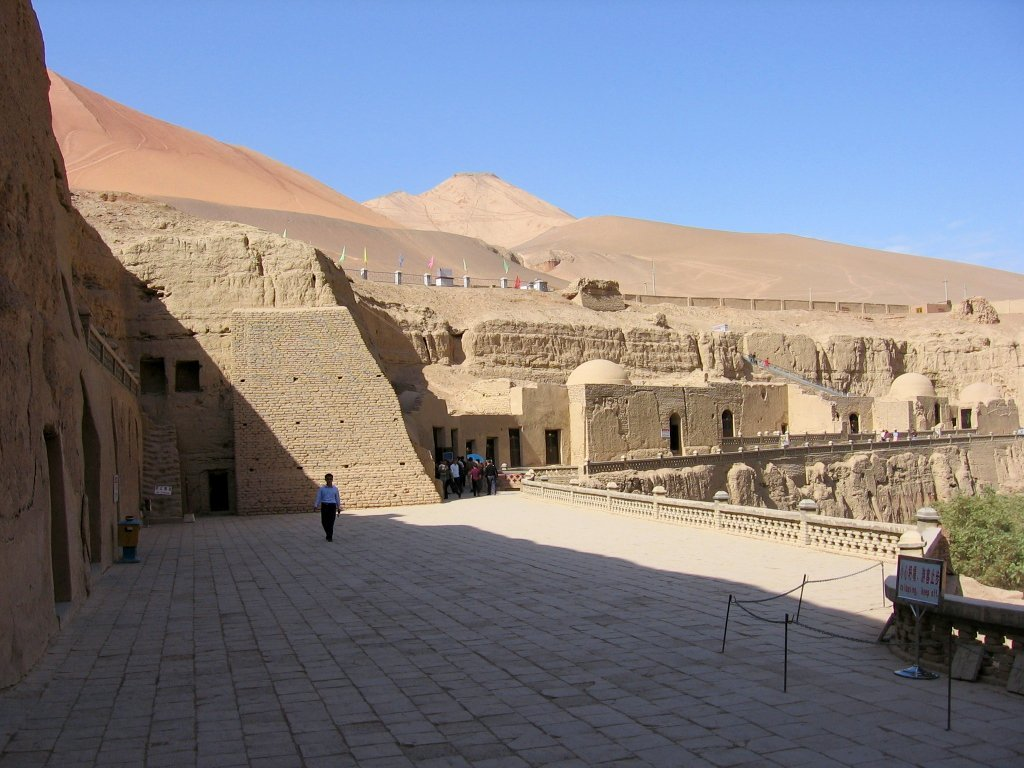
Вход в пещеру Мын Уй («Тысяча домов»), VIII—X вв., Безеклик.

Безеклик (кит. 柏孜克里千佛洞, пиньинь Bózīkèlǐ Qiānfódòng; уйг. بېزەكلىك مىڭ ئۆيى, Bëzeklik Budda Gharliri) — местность в западной части долины Мутоу Огненных гор, расположенных у северо-восточной кромки пустыни Такла-Макан неподалёку от развалин Гаочана (Синьцзян-Уйгурский автономный район, Китай).
Между V и IX вв. в Безеклике был создан ансамбль буддийских пещерных монастырей с уникальной стенописью («пещеры тысячи будд»). В 77 пещерах находятся сотни стенописных изображений Будды, а также приносящих ему дары по Великому шёлковому пути купцов, зачастую европеоидной наружности. Часть стенописи была снята и перевезена в музеи Европы, в том числе в Государственный Эрмитаж. В сравнении с находящимися под защитой ЮНЕСКО пещерами Могао в Дуньхуане сохранность безекликских фресок вызывает большие опасения.

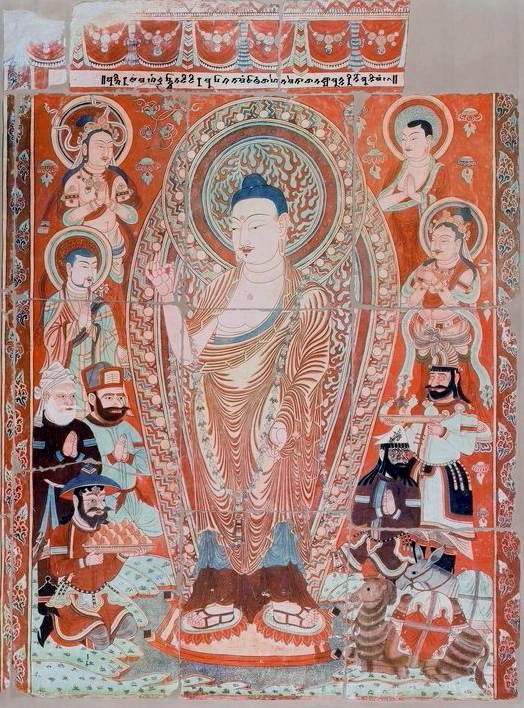
Сцена пранидхи, храм 9 (пещера 20)

Сцена пранидхи в 20-й пещере 9-го храма изображает коленопреклонённых людей, молящихся Будде. Альберт фон Лекок считал изображённых людей персами (нем. Perser), отмечая их европеоидные черты и зелёные глаза, а шляпу человека слева в зелёном пальто сравнивал с головными уборами сасанидских князей. Современные учёные идентифицировали людей на других сценах пранидхи того же 9-го храма как согдийцев, населявших Турфан как этническое меньшинство в годы правления династии Тан (VII—VIII век) и уйгурского идыкутства (IX—XIII вв.).

## Галерея

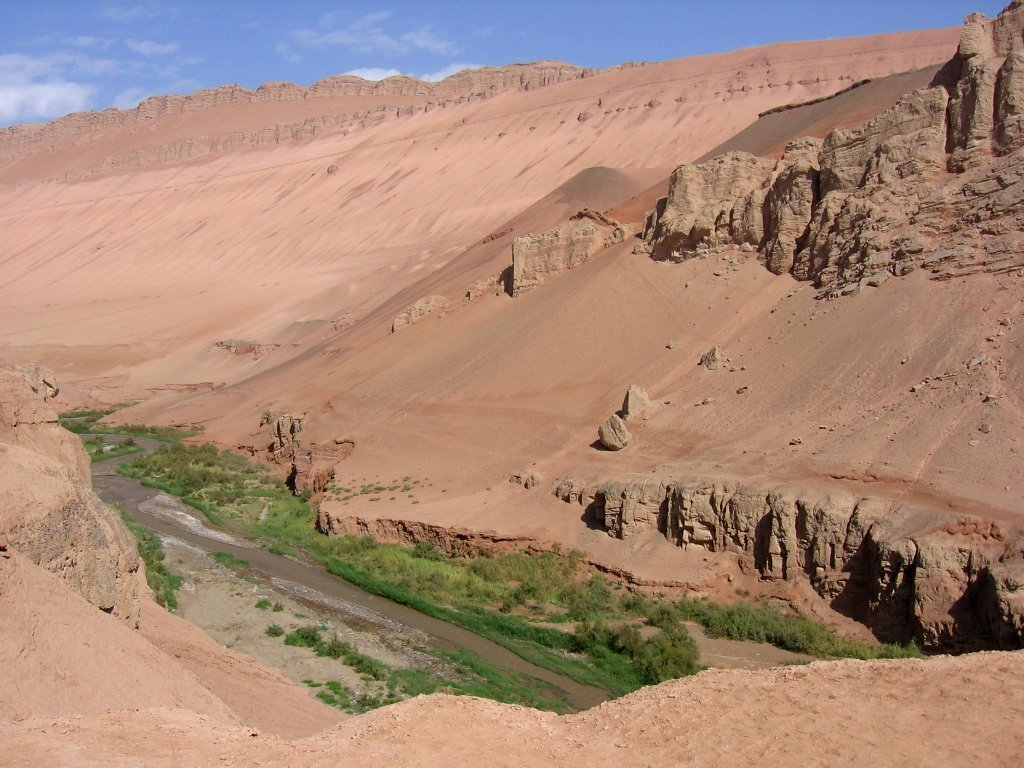
Вид на долину
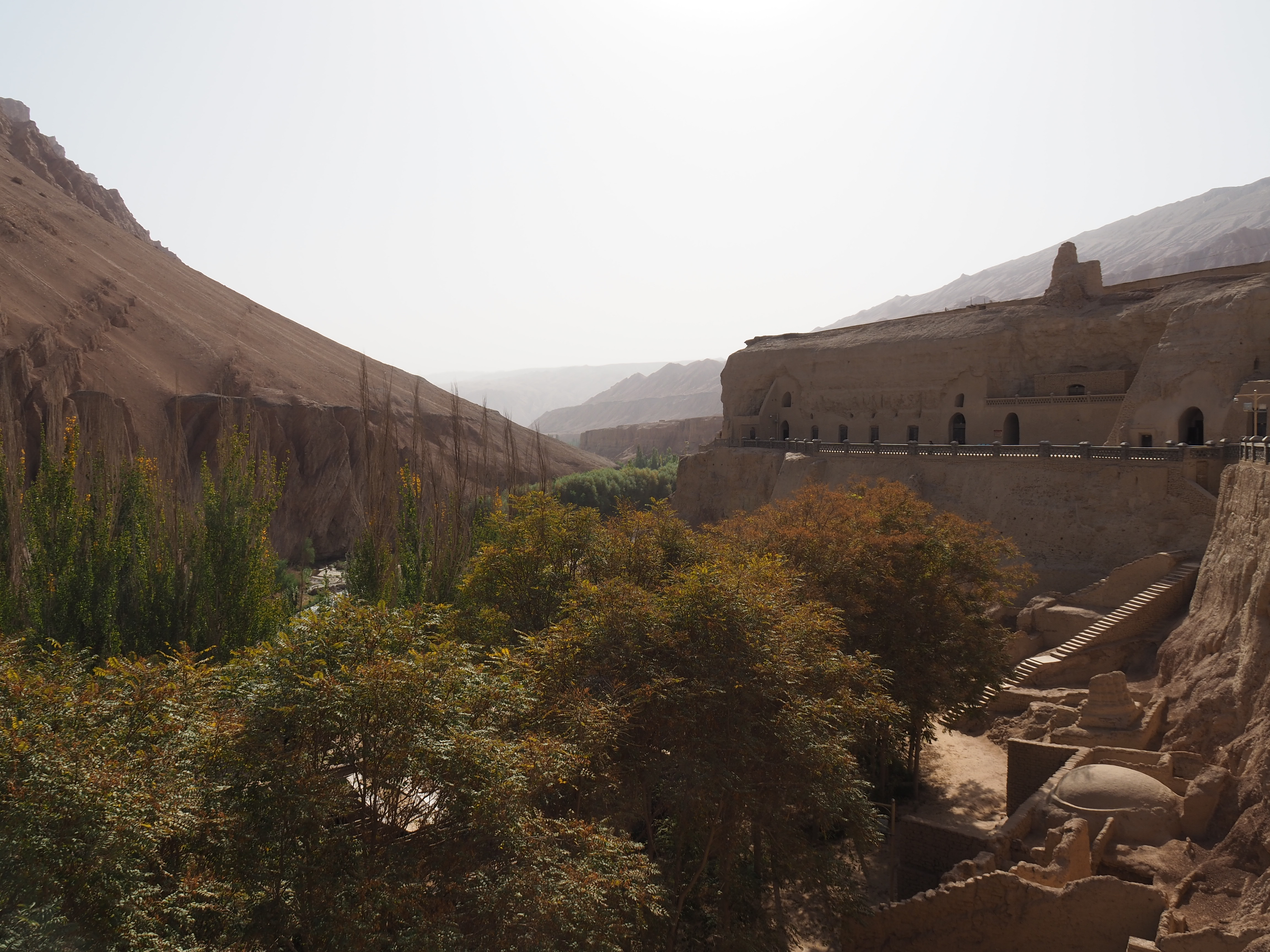
Вид на пещеры
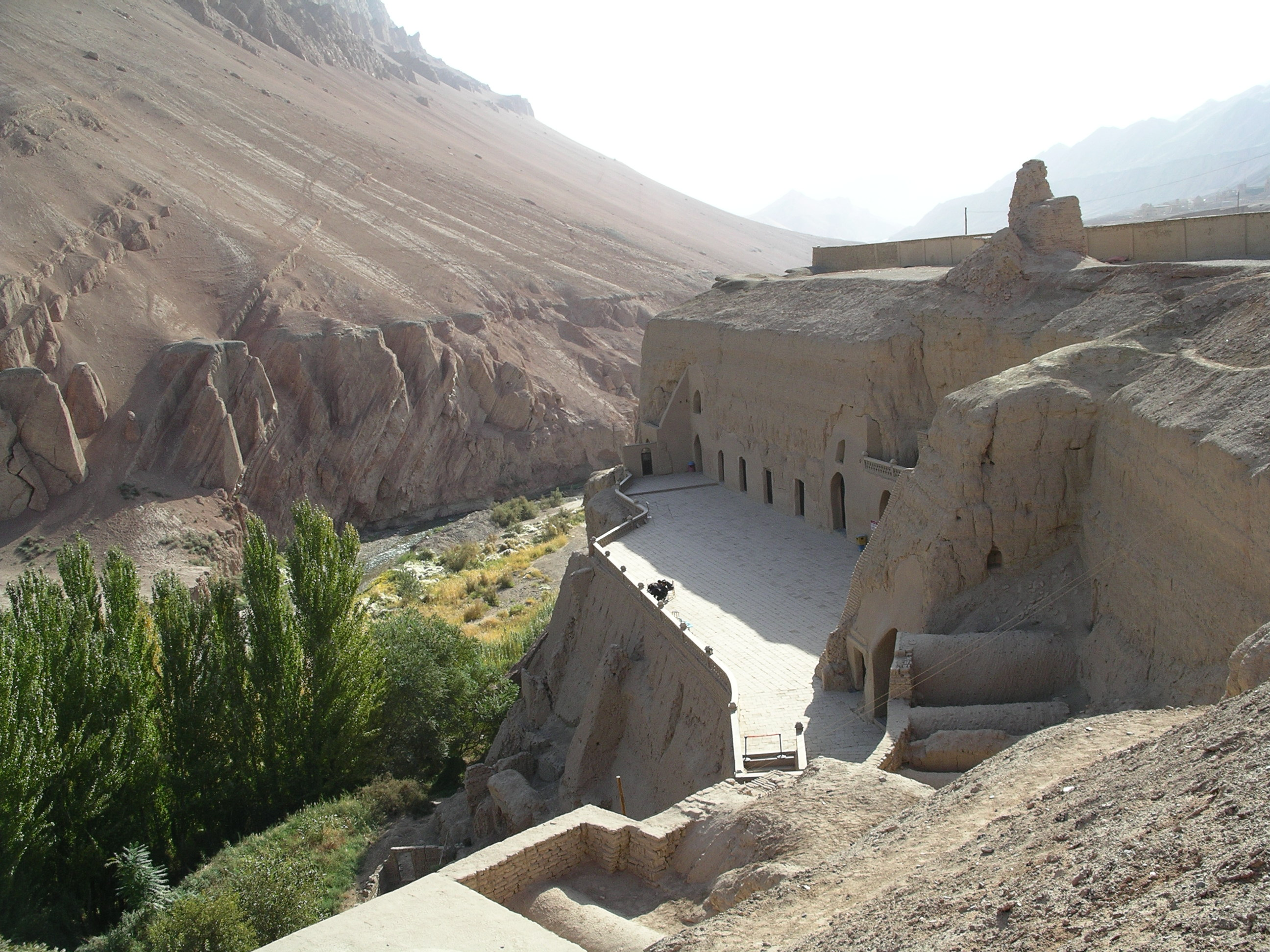
Вид ближе к пещерам
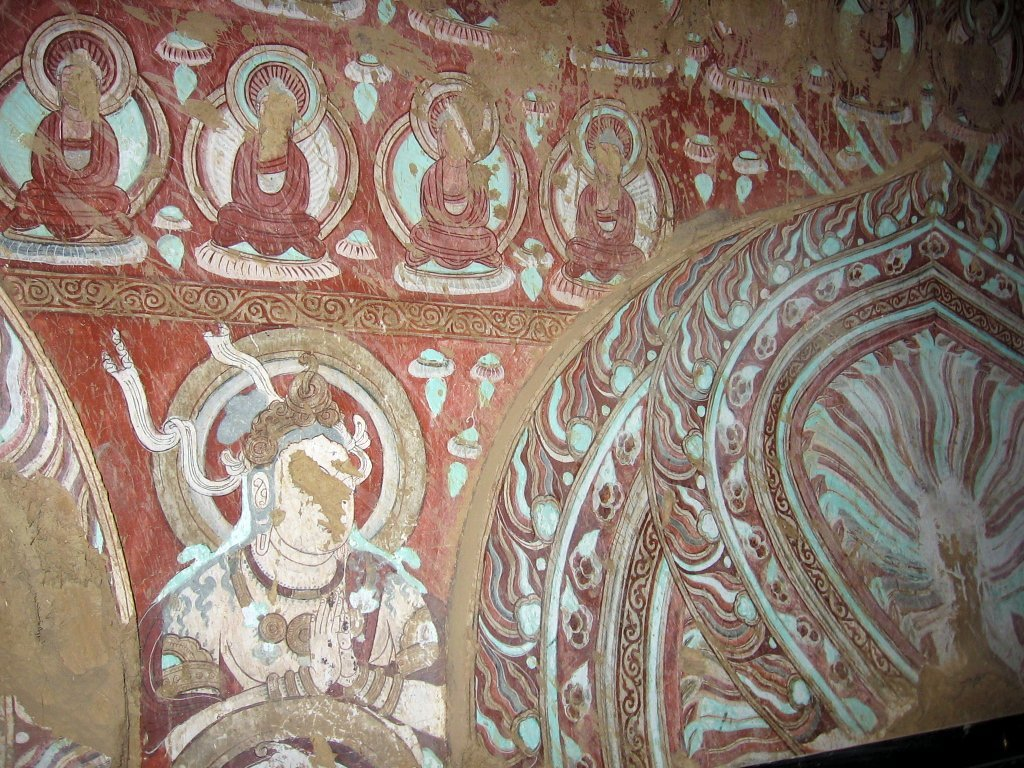
Фрески Будды
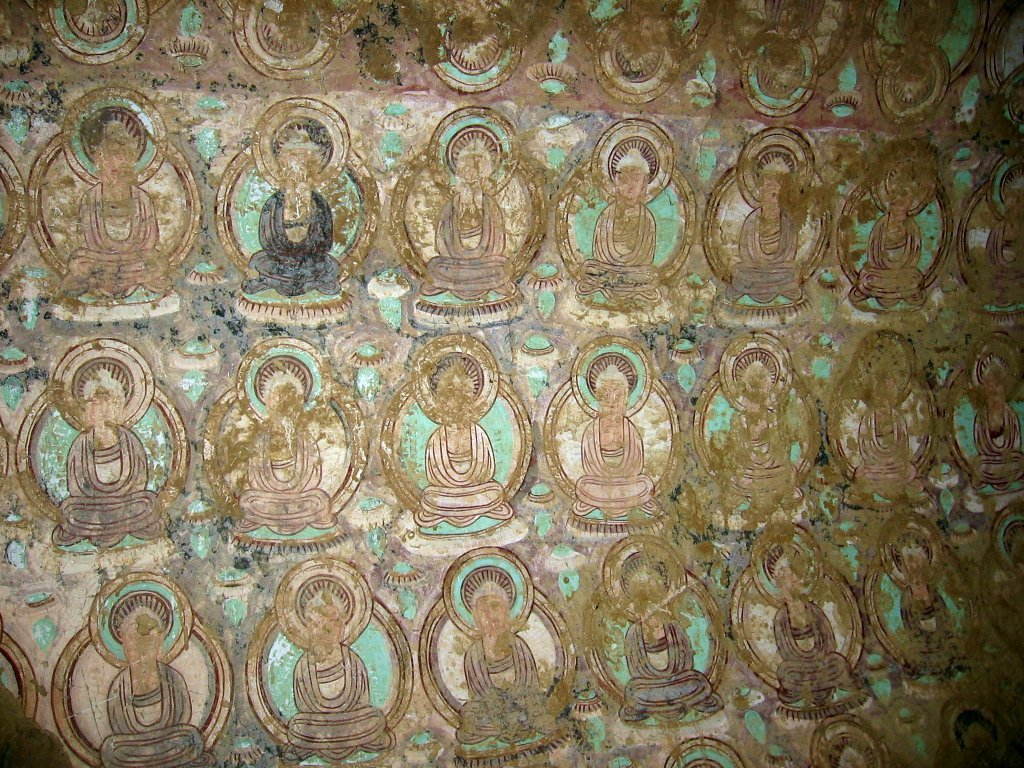
Фрески Будды
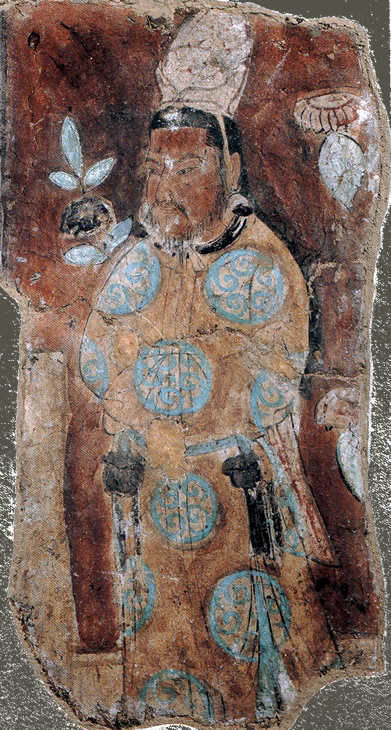
Уйгурский принц
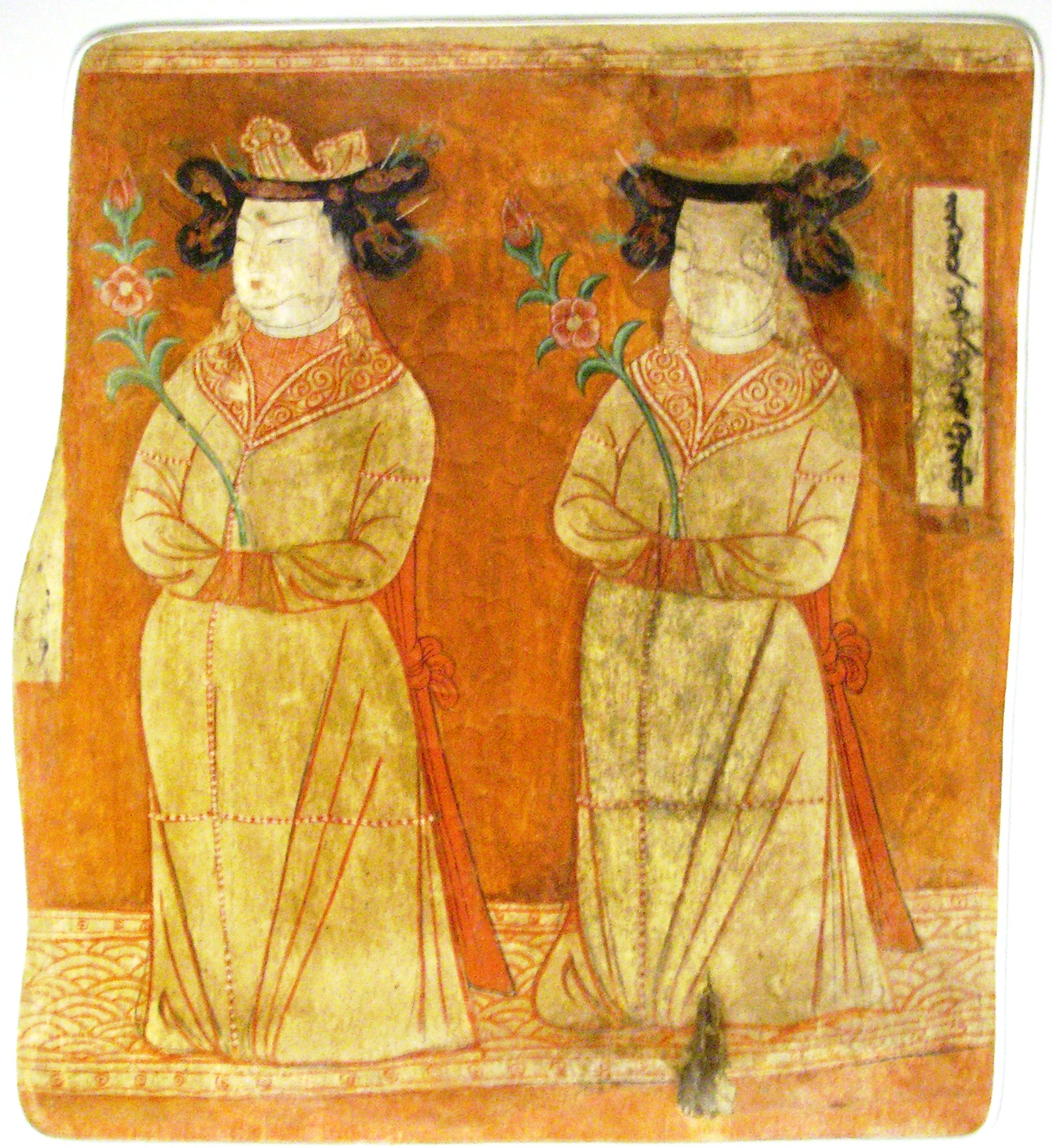
Уйгурские принцессы, пещера № 9, приблизительно VIII—IX вв.
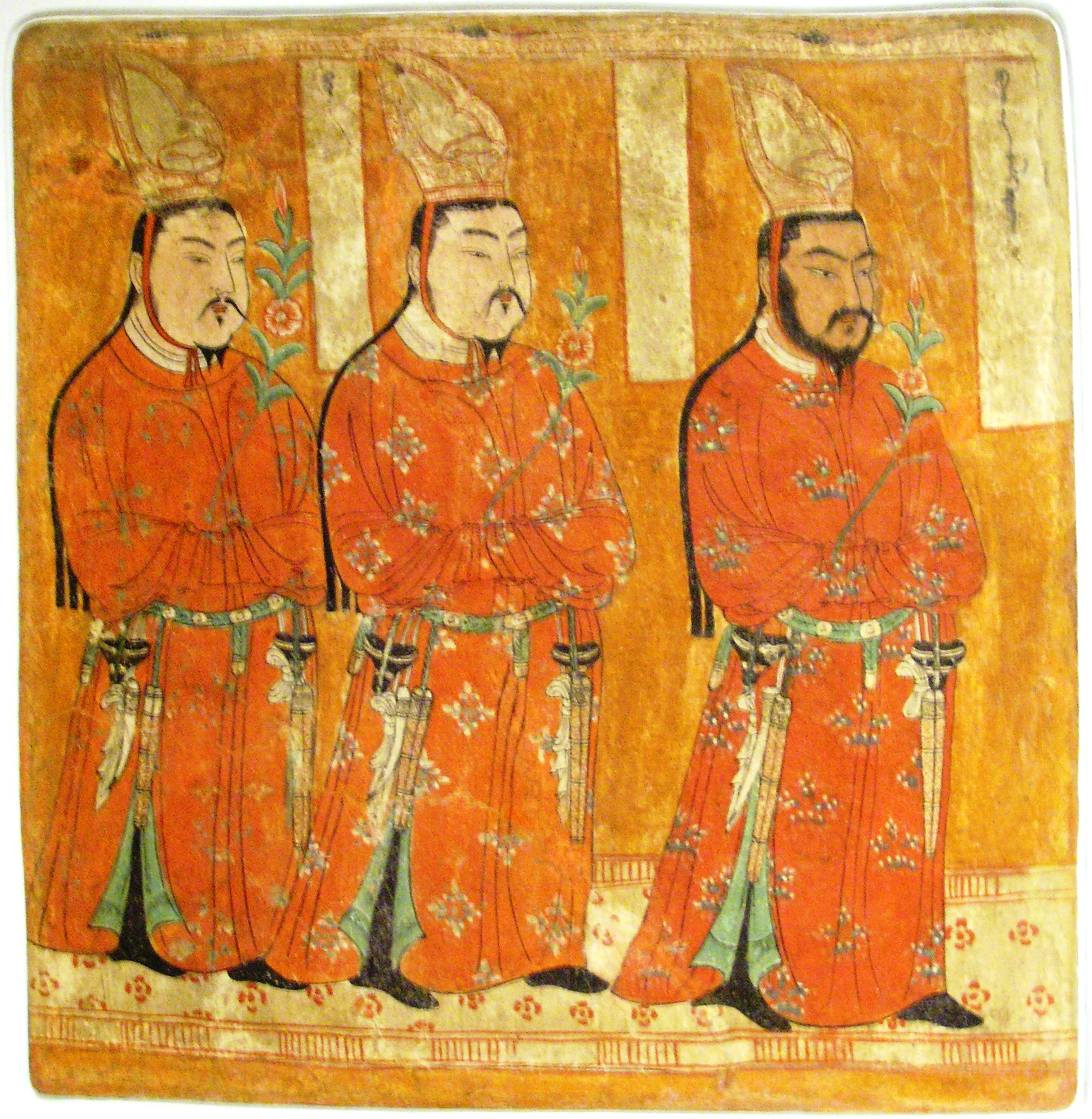
Уйгурские принцы. Безеклик, пещера № 9, приблизительно VIII—IX вв., настенная живопись.
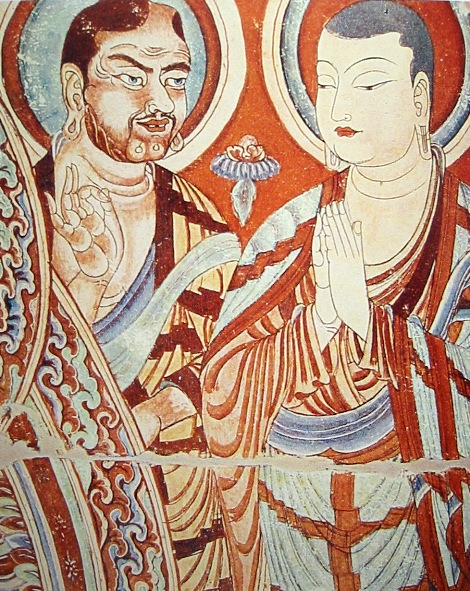
Возможно тохарский[5] или согдийский[3] монах (слева) с буддийским монахом (справа)
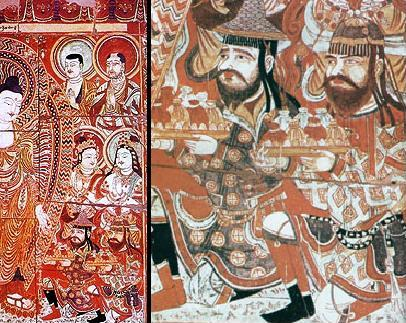
Согдийские дарители к Будде (фреска, с деталями), VIII век
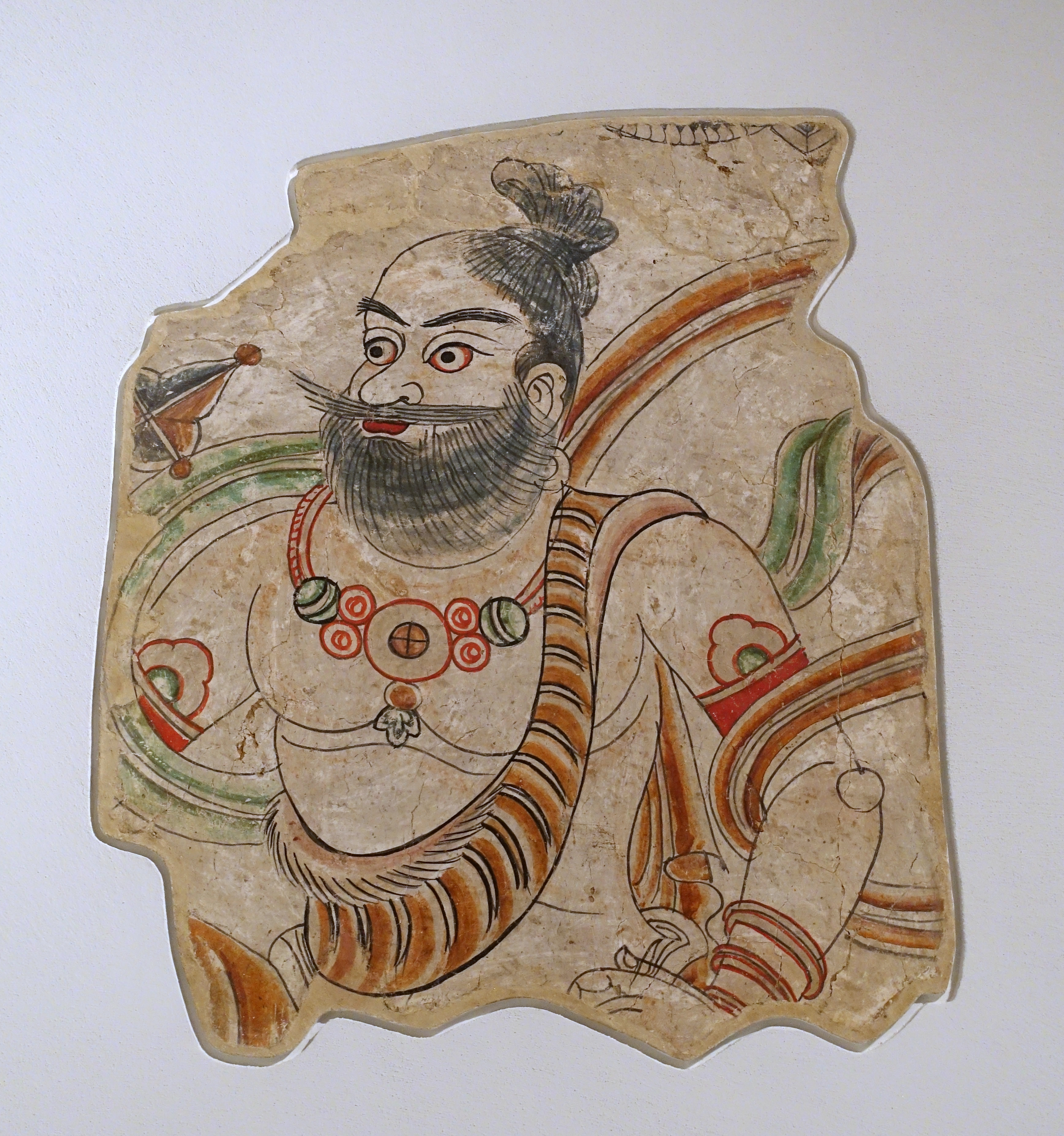
Индийская фигура брамина из пещеры 9, датированная VIII-IX вв. н. э., настенная живопись
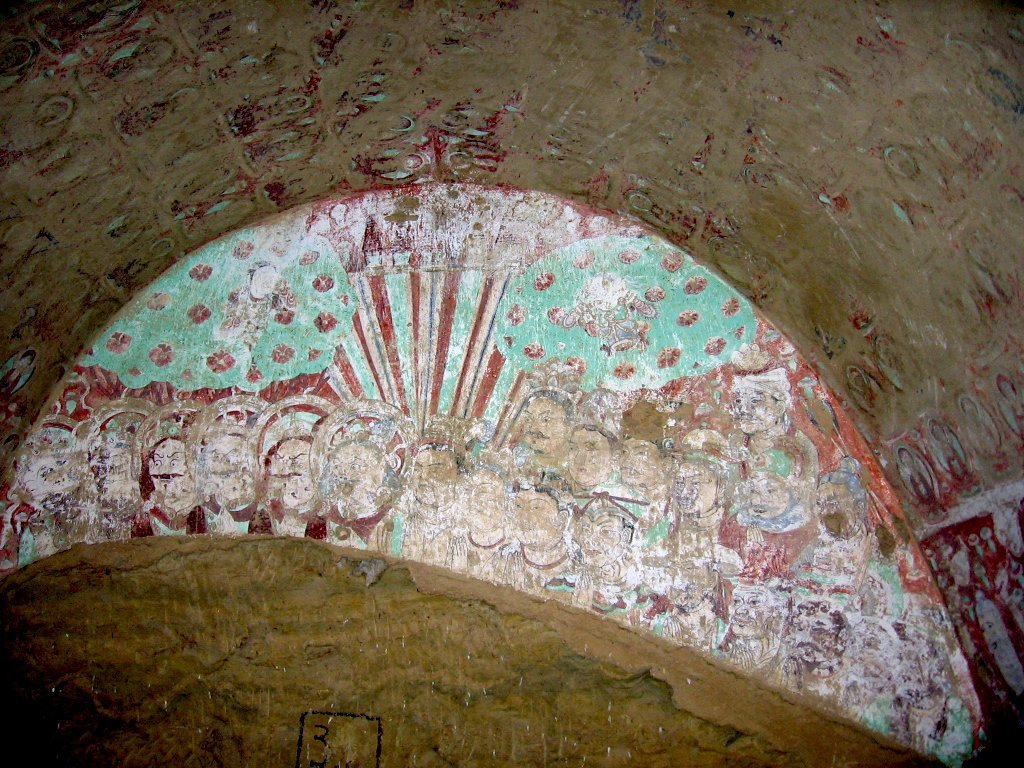
Картины
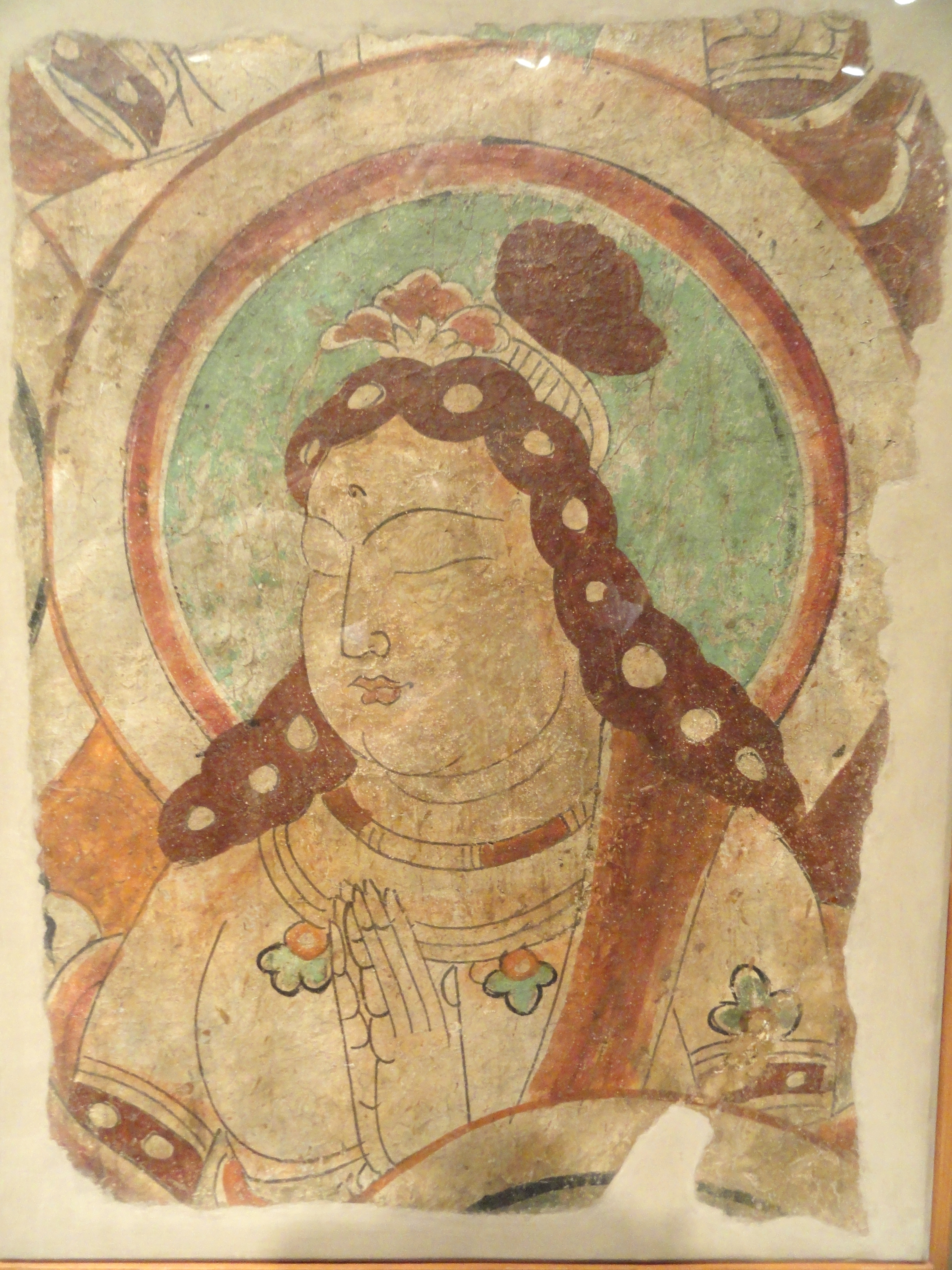
Фрагмент буддийской настенной живописи
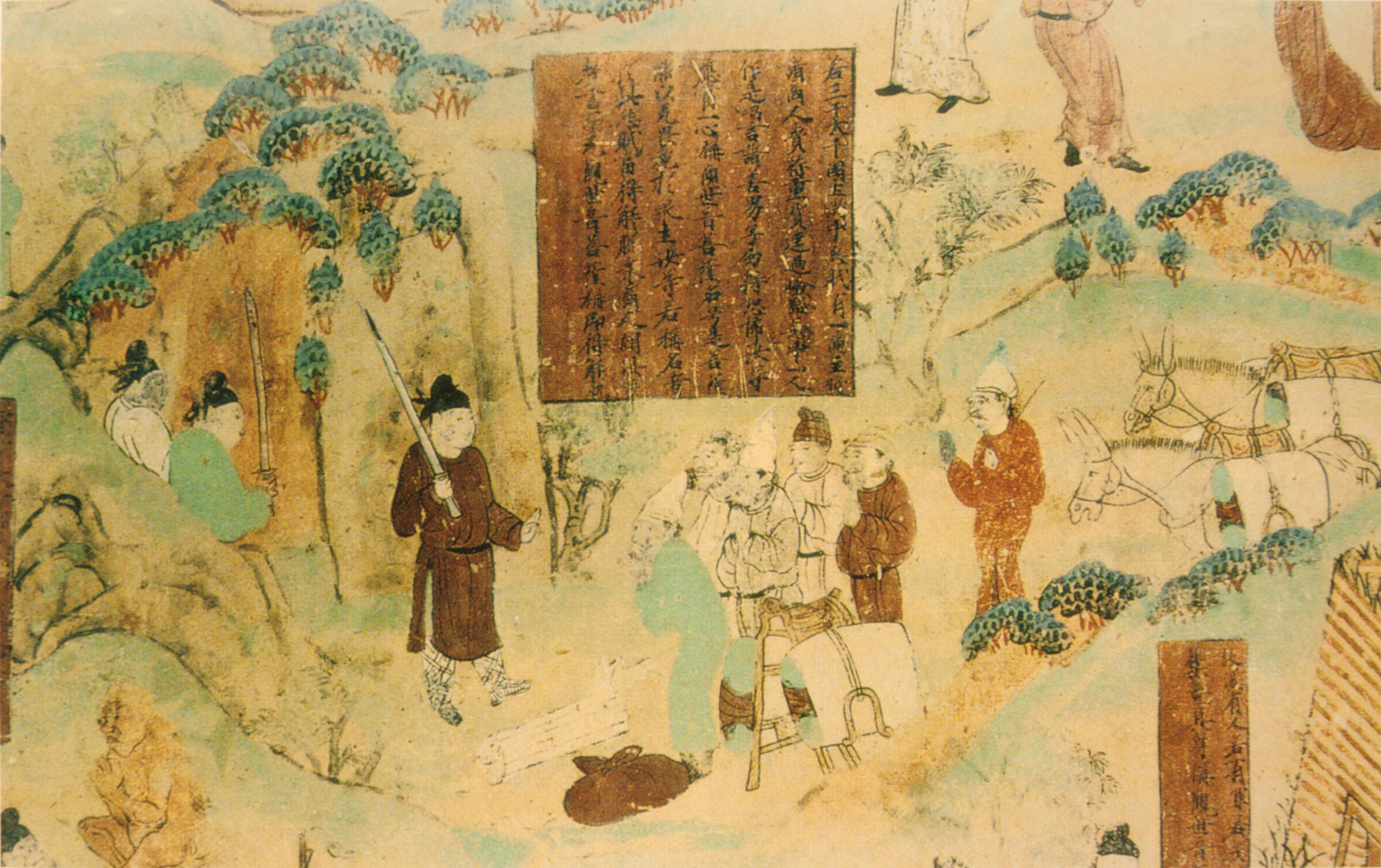
Торговцы, династия Тан
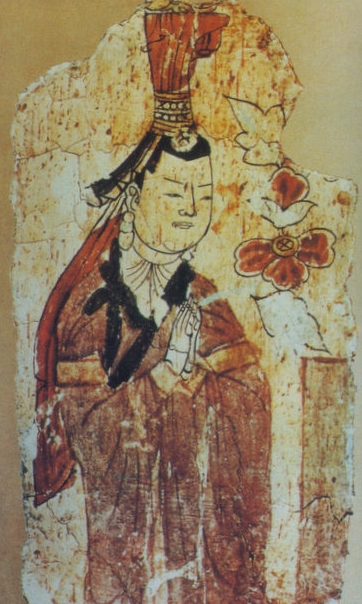
Уйгурская женщина из фресок Безеклика
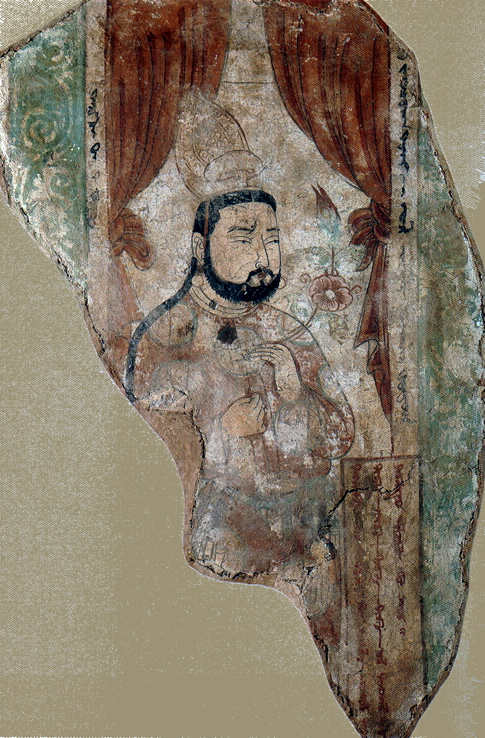
Уйгурский нобль из фресок Безеклика
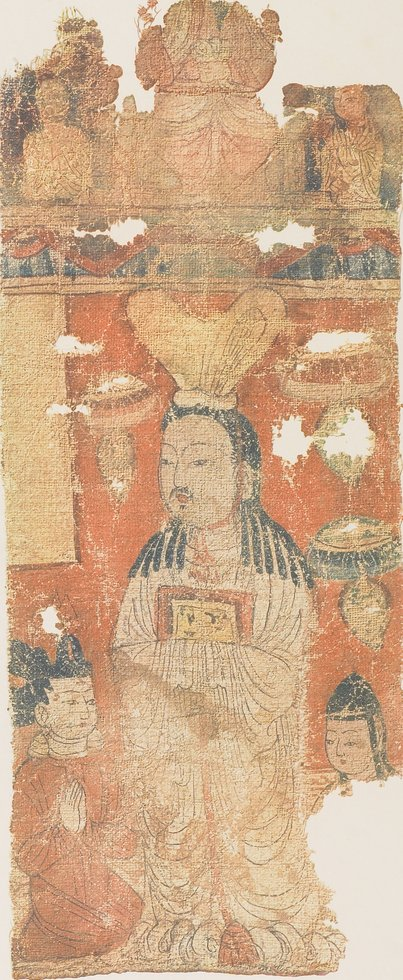
Уйгурский нобль из фресок Безеклика
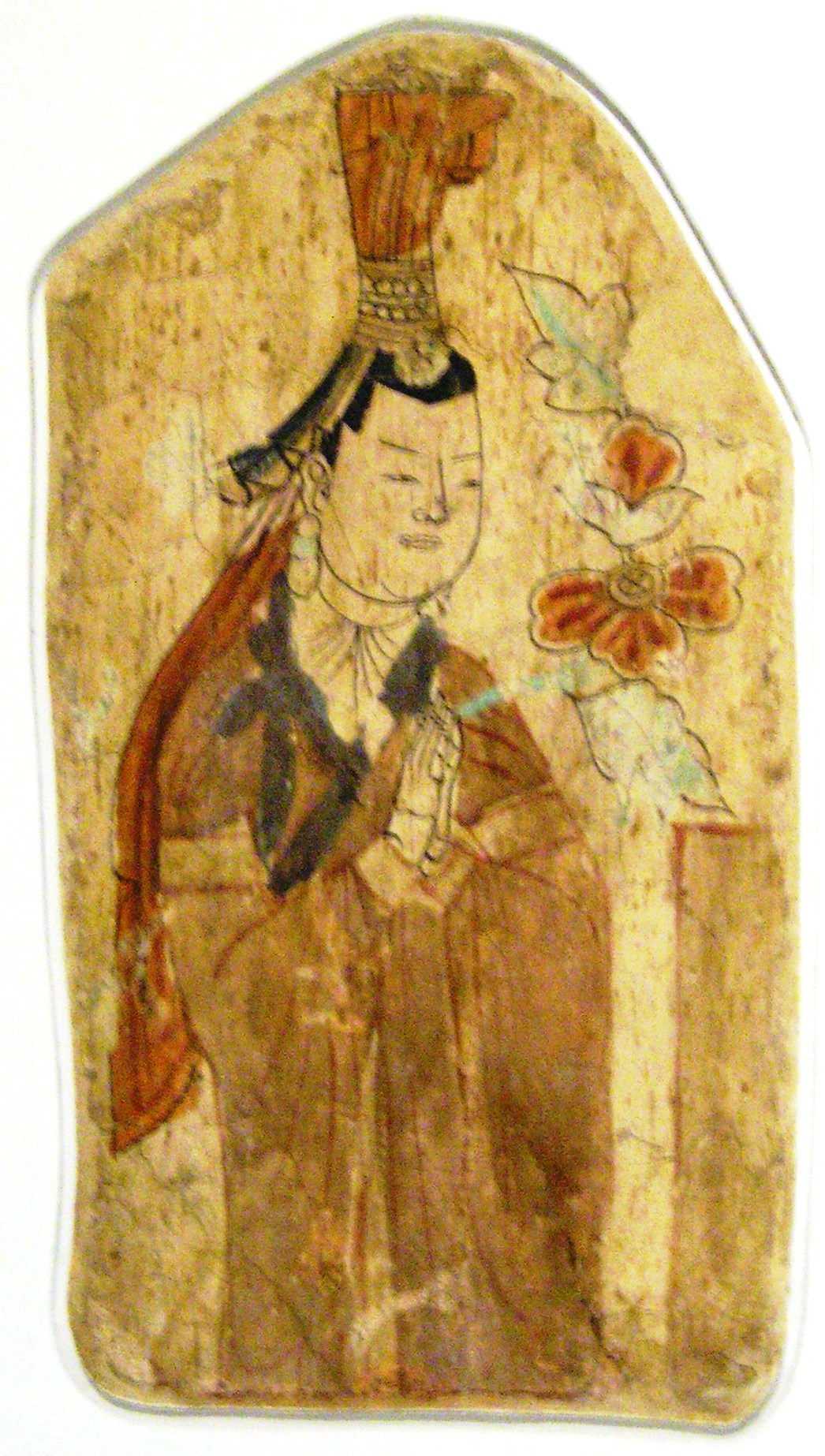
Уйгурский даритель. Безеклик, пещера № 17, приблизительно X—XI вв., настенная живопись, 45×25 см.